# Diplocephalus alpinus
Diplocephalus alpinus är en spindelart som först beskrevs av O. Pickard-Cambridge 1872.  Diplocephalus alpinus ingår i släktet Diplocephalus och familjen täckvävarspindlar.

## Underarter
Arten delas in i följande underarter:
- D. a. strandi
- D. a. subrufus